# Cupertino
Cupertino város az USA Kalifornia államában, Santa Clara megyében. Lakosainak száma 60 381 fő (2020. április 1.).

## Népesség
A település népességének változása:
| Lakosok száma | 58 302 | 60 170 | 61 000 | 60 381 |
|               | 2010   | 2018   | 2019   | 2020   |

## Munkáltatók (2013)
A település legnagyobb munkaadója az Apple Inc., melynek itt található a központja is.
2013 legnagyobb munkaadói:
| #  | Munkáltató                                  | Munkavállalók száma |
| -- | ------------------------------------------- | ------------------- |
| 1  | Apple                                       | 15 000              |
| 2  | Cupertino Union School District             | 1 597               |
| 3  | Foothill–De Anza Community College District | 1 183               |
| 4  | Fremont Union High School District          | 961                 |
| 5  | Seagate Technology                          | 500                 |
| 6  | Affymax                                     | 304                 |
| 7  | Chordiant                                   | 285                 |
| 8  | Trend Micro                                 | 250                 |
| 9  | The Forum at Rancho San Antonio             | 250                 |
| 10 | Target                                      | 220                 |